# 三浦三郎
三浦三郎（日语：三浦 三郎/みうら さぶろう，1893年3月26日—1974年10月17日），日本陆军中将，曾任关东宪兵队司令部司令官、华北派遣宪兵队司令部司令官，曾计划在上海刺杀西尾寿造。

## 生平
1893年，出生于东京。1934年，任奉天宪兵队长。1935年，任广岛宪兵队长。　1937年，任大阪宪兵队长。1938年，任派遣中国宪兵司令部部长。1940年，任陆军宪兵学校校长。1942年，任派遣华北宪兵司令。　 　1943年，任关东宪兵司令。1944年，任驻山西第114师团长。
1974年，去世。